# درة سوختة (كرتشمبو الشمالي)
درة سوختة (بالفارسية: دره‌سوخته) هي قرية تقع في إيران في قسم كرتشمبو الشمالي الريفي. يقدر عدد سكانها بـ 74 نسمة بحسب إحصاء 2016.